# 2/43e bataillon d'infanterie (Australie)
Pour les articles homonymes, voir 43e bataillon.
Le 2/43e bataillon d'infanterie australien est un bataillon de l'armée australienne créé en 1940.

## Officiers commandants
| Date de début | Date de fin | Officiers commandants,             |
| ------------- | ----------- | ---------------------------------- |
| 1940          | 1941        | Lieutenant-colonel William Crellin |
| 1941          | 1943        | Lieutenant-colonel William Wain    |
| 1943          | 1944        | Lieutenant-colonel Robert Joshua   |
| 1944          | 1945        | Lieutenant-colonel Noel Simpson    |
| 1945          | 1945        | Lieutenant-colonel Mervyn Jeanes   |